# Аррефоріон

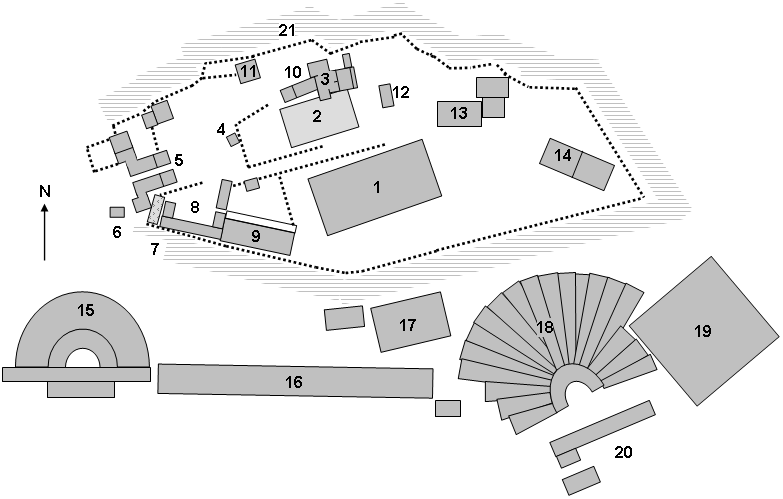
План Афінського акрополя. Аррефоріон позначений під номером 11

Аррефоріон — невеличка будівля, що розташовувалася поруч з північною стіною  афінського Акрополя і стіною Перікла, знайдена в 1920 році німецьким архітектором  Вільгельмом Дорпфельдом. Тут були житлові приміщення для  аррефор, двох (або, можливо, чотирьох) знатних афінських дівчат від 7 до 12 років. Вони жили в Аррефоріоні протягом року і ткали пеплоси для  Панафінських ігор.
Для батьків дівчат це був особливий вид  Літургії. Так як вони зобов'язані були надати золоті прикраси для дочок, які потім залишалися в Храмі.
За обрядом дівчата вночі відносили закриті посудини до храму Афродіти і забирали звідти інші судини, які відносили назад до Аррефоріону. Заглядати в судини було заборонено.
Можливо цей обряд був пов'язаний із закликом роси на поля.
Тут була одна кімната площею близько 38 м² з портиком 4 м в довжину. На подвір'ї був спуск на стежку, яка пов'язує його з  храмом Афродіти.
Будівля була споруджена близько 470 року до н. е.

## Ресурси Інтернету
- Arrephorion. ancient-greece.org (англ.). (fonte utilizzata)